# Johan von Fircks
Johan von Fircks (død 3. januar 1667) var en dansk officer.

## Biografi
Han var en søn af en kurlandsk godsejer, Magnus von Fircks, og Anna von Syberg og var kaptajn i dansk tjeneste 1641. Ved denne tid ægtede han enken efter Ditlev Rantzau til Clewitz, Anna von der Wisch, en datter af Johann von der Wisch til Lütkenhorn, af hvilken ejendom han ved giftermålet synes at være kommet i besiddelse. Senere skrev han sig til Åby i Norge og Blansgård i Sundeved. 1645 tjente han i den norske hær under Hannibal Sehested med grad af oberstløjtnant som rytterfører, og 1648 blev han chef for det baahusiske Regiment. At han var anset for en erfaren og krigskyndig officer, kan man slutte deraf, at Frederik III lod ham kalde ned fra Norge for at overvære forhandlingerne på herredagen i Odense i februar 1657, hvor krigen mod Sverige faktisk besluttedes, og i april samme år udnævntes han til at være næstkommanderende under Iver Krabbe over den norske hær. Han deltog med hæder i felttoget, udnævntes til generalmajor og blev kommandant i Frederiksstad, hvor han døde 3. januar 1667.